# Renfrewshire (hrabstwo historyczne)
Renfrewshire (także Renfrew, gael. Siorrachd Rinn Friù) – hrabstwo historyczne w środkowo-zachodniej Szkocji, z ośrodkiem administracyjnym w Renfrew.
Hrabstwo położone było na południowym brzegu rzeki Clyde, nad jej ujściem do zatoki Firth of Clyde. Jego terytorium rozciągało się z północnego zachodu na południowy wschód na długości około 50 km, liczyło do 23 km szerokości. Otoczone było przez hrabstwa Dunbartonshire na północy, Lanarkshire na wschodzie i Ayrshire na południu. Południową i zachodnią część hrabstwa zajmowały wzgórza, na znacznym obszarze pokryte wrzosowiskami. Północno-wschodnia część hrabstwa była nizinna, o krajobrazie równinno-pagórkowatym, stanowiła żyzny obszar rolniczy.
Hrabstwo ustanowione zostało przez króla Roberta III w 1404 roku. W XVII i XVIII wieku rozwinęło się jako ośrodek handlu z koloniami w Ameryce Północnej oraz szkutnictwa. Za sprawą rewolucji przemysłowej w XVIII wieku stało się znaczącym ośrodkiem przemysłu włókienniczego, a w XIX wieku – górnictwa węgla, hutnictwa żelaza i stali oraz przemysłu stoczniowego. Znaczna część hrabstwa uległa urbanizacji. W XX wieku miał miejsce zanik przemysłu. Powierzchnia hrabstwa w 1887 roku wynosiła 610 km², w 1951 roku – 582 km² (0,75% terytorium Szkocji). Liczba ludności w 1887 roku – 263 347, w 1951 roku – 324 660 (6,4% całkowitej populacji Szkocji).
Do głównych ośrodków miejskich hrabstwa należały: Bishopton, Bridge of Weir, Eaglesham, Giffnock, Gourock, Greenock, Houston, Johnstone, Kilmacolm, Paisley, Neilston, Newton Mearns i Port Glasgow.
Hrabstwo zlikwidowane zostało w wyniku reformy administracyjnej w 1974 roku, włączone do nowo utworzonego regionu Strathclyde. Od 1996 roku terytorium hrabstwa znajduje się w granicach jednostek administracyjnych (council area) Inverclyde, Renfrewshire i East Renfrewshire.